# John McGrath (Dramatiker)
John McGrath (* 1. Juni 1935 in Birkenhead; † 22. Januar 2002 in Edinburgh) war ein britischer Theaterleiter, Regisseur und Autor.

## Leben
McGrath stammte aus einer irisch-katholischen Familie. Sein Studium an der Universität Oxford schloss er 1959 in Englisch und Pädagogik ab. Am Studententheater war er Mitarbeiter als Regisseur und Autor. Bereits seine frühen Stücke beschäftigten sich mit sozialen Problemen.
Von 1960 bis 1965 arbeitete er als Autor und Regisseur bei der BBC. Danach wirkte er als Co-Produzent mit Alan Dosser vom Everyman Theatre in Liverpool zusammen mit dem Ziel, Theater für Arbeiter interessant zu machen. 1971 gründete McGrath die Theatergruppe 7:84 nach einer Statistik, der zufolge sieben Prozent der Bevölkerung 84 Prozent des Reichtums besaßen. In den folgenden Jahren tourte die kollektiv organisierte Truppe, in der alle gleich bezahlt wurden, durch Großbritannien. 1973 kam es zu einer Aufteilung in eine englische und eine schottische Truppe, während McGrath künstlerischer Leiter und Hauptautor beider Gruppen blieb.
1988 trat er als künstlerischer Leiter zurück, arbeitete aber weiter als Autor und Regisseur. In den 1990er Jahren spielte er meist mit der Wildcat Theatre Company, einem Ableger von 7:84. Zugleich produzierte er Filme mit seiner Filmgesellschaft Freeway Films.
McGraths gesamte Arbeit basierte auf seiner sozialistischen Überzeugung. Er wollte populäres politisches Theater dem Teil der Bevölkerung zugänglich machen, der ansonsten weder Zeit und Geld noch Möglichkeiten zu Theaterbesuchen hatte.

## Bühnenwerke (Auswahl)
- A Man Has Two Fathers (Uraufführung Juni 1958, Oxford)
- The Tent (Uraufführung 19. Oktober 1958, Royal Court Theatre)
- Why the Chicken (Uraufführung 26. August 1959, Edinburgh)
- The Cheviot, the Stag and the Black, Black Oil (Uraufführung 7. April 1973, Edinburgh)
- Little Red Hen (Uraufführung Februar 1975, St. Andrews Festival)
- Blood Red Roses (Uraufführung 18. August 1980, Edinburgh)
- The Baby and the Bathwater (Uraufführung September 1984, Dunbartonshire)
- Main Mhor: Woman of Skye (Uraufführung August 1987, Edinburgh)
- Reading Rigoberta (Uraufführung 19. August 1994, Edinburgh)

## Hörspiele
- 1973: John McGrath: Angel of the morning – Regie: Rolf von Goth (Hörspiel – SFB)
  - Sprecher: Martin Held (Mr. Lodwick) und Cornelia Froboess (Darry)

## Film
- 1967: Das Milliarden-Dollar-Gehirn (Billion Dollar Brain)